# Шполярич, Данило
Данило Шполярич (14 июля 1999) — кипрский футболист, полузащитник клуба «Аполлон (Лимасол)» и сборной Кипра.

## Карьера
Дебютировал в чемпионате Кипра в составе «Аполлона» 24 ноября 2018 года, выйдя на замену на 62-й минуте матча с «Алки Ороклини», заменив Эмилио Селая. Спустя несколько дней, 29 ноября отыграл весь матч на групповой стадии Лиги Европы против итальянского «Лацио».

## Личная жизнь
Данило родился в футбольной семье. Его отец Миленко Шполярич (р. 1967) — сербо-хорватского происхождения. После распада Югославии переехал на Кипр и впоследствии выступал за сборную Кипра. Старшие братья Александер (р. 1995) и Матия (р. 1997) — также стали профессиональными футболистами.